# Leonardo Lessio
Leonardo Lessio, anche noto come Lenaert Leys (Brecht, 1º ottobre 1554 – Lovanio, 15 gennaio 1623), è stato un teologo olandese appartenente all'ordine dei Gesuiti.

## Biografia
Figlio di una famiglia di contadini a Brecht, si laureò in filosofia per poi entrare nell'ordine dei gesuiti. Frequentò il collegio gesuita di Douai, nel quale insegnò materie filosofiche. Si spostò a Roma per gli studi per poi fare ritorno alla Vecchia università di Lovanio per la cattedra di teologia, dove si scontrò con Michele Baio. Le sue Theses theologicae erano state censurate perché ritenute contrarie alla dottrina di San Tommaso, arrivando fino all'intervento di papa Sisto V. Negli ultimi anni di vita si dedicò agli studi ascetici. Alla sua morte iniziò il processo di beatificazione.
La sua opera più importante è De iustitia et iure, nota per la sensibilità religiosa e la profondità del pensiero espresso. Stampato per la prima volta nel 1605 e dedicato all'arciduca austriaco e governatore Alberto d'Asburgo, il libro era diffuso soprattutto tra i commercianti di Anversa come strumento utile riguardo al diritto commerciale. Dall'edizione del 1621 l'antiporta allegorica è un'incisione di Cornelis Galle da un disegno di Rubens. Un esemplare di questa edizione è conservato presso la Fondazione Mansutti di Milano.

## Opere

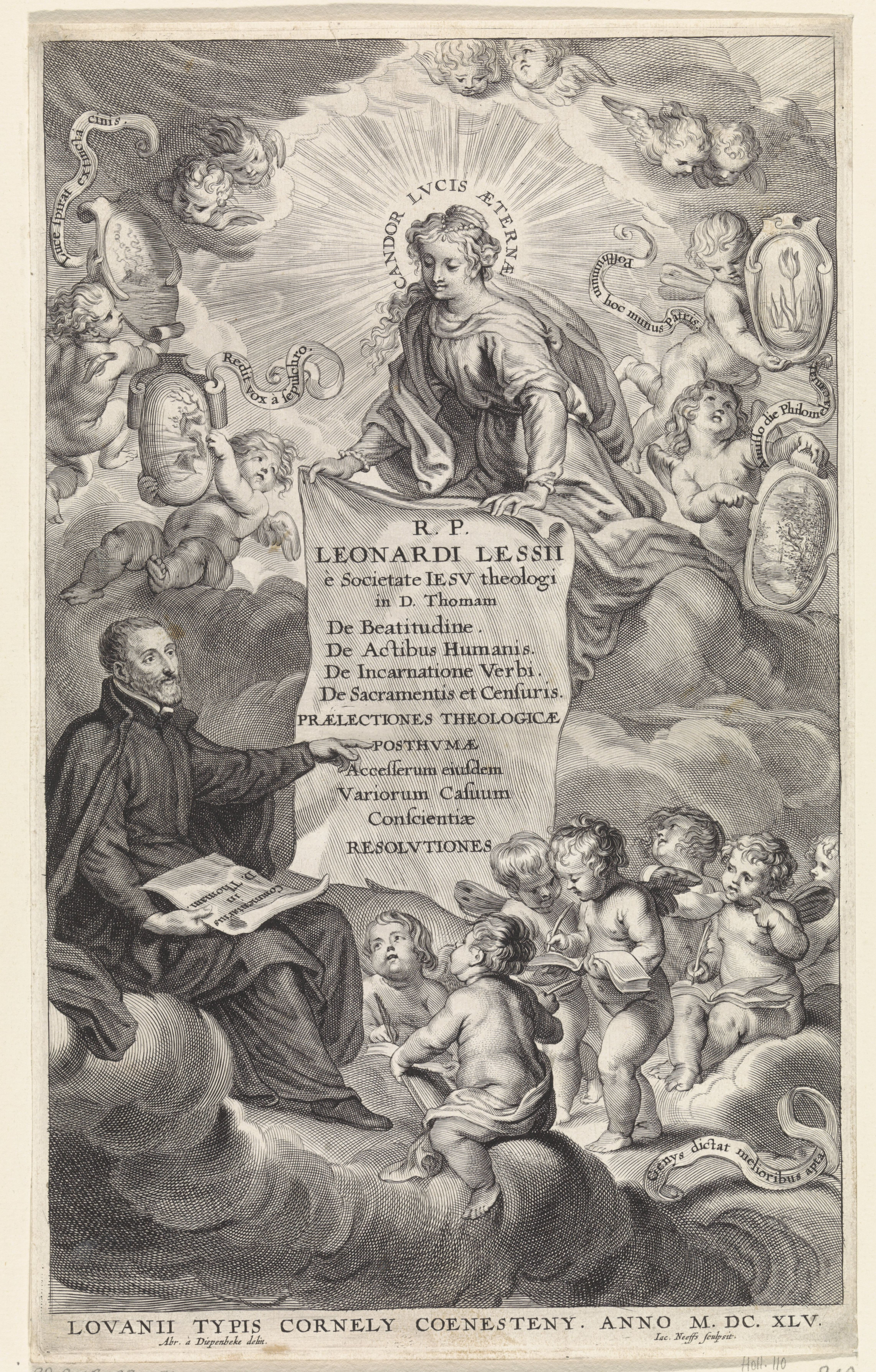
De beatitudine. De actibus humanis. De incarnatione Verbi. De sacramentis et censuris. Prælectiones theologicæ posthvmæ: acceserunt eiusdem variorum cassuum conscientiæ resolvtiones, Lovanio, Cornelis Coenesteyn, 1645.

- De Bono Statu eorum qui vovent..., Colonia, 1615.
- De perfectionibus moribusque divinis, Amberes, 1620.
- Lessius, Leonardus, De providentia numinis et animi immortalitate, Venezia, Baba, Andrea, 1617,  p. 57.
- Lessius, Leonardus, De summo bono et aeterna beatitudine hominis, Venezia, Baba, Andrea, 1617,  p. 240.
- Lessius, Leonardus, De gratia efficaci, decretis divinis, libertate arbitrii et praescientia Dei condicionata, Antwerpen, Moretus, Iohannes (1.), 1610,  p. 419.
- Lessius, Leonardus, De beatitudine, Parigi, Soly, Michel & Guillemot, Mathieu & Iosse, Georges, 1648,  p. 927.
- Lessius, Leonardus, De iustitia et iure caeterisque virtutibus cardinalibus, Milano, Bidelli, Giovanni Battista (1.), 1618,  p. 611.
- Lessius, Leonardus, De perfectionibus moribusque divinis, Antwerpen, Moretus, Balthasar (1.) ; Moretus, Iohannes (2.), 1620,  p. 592.
- Lessius, Leonardus, De incarnatione verbi, Parigi, Soly, Michel & Guillemot, Mathieu & Iosse, Georges, 1648,  p. 927.
- Lessius, Leonardus, De sacramentis et censuris, Parigi, Soly, Michel & Guillemot, Mathieu & Iosse, Georges, 1648,  p. 927.
- Lessius, Leonardus, De actibus humanis, Parigi, Soly, Michel & Guillemot, Mathieu & Iosse, Georges, 1648,  p. 927.